# Король-чародей Ангмара
Король-чародей Ангмара (англ. Witch-king of Angmar) — в легендариуме Дж. Р. Р. Толкина предводитель назгулов. Известен также как Чёрный Предводитель или Повелитель Ужаса.

## Биография
Изначально был, судя по всему, влиятельным человеком, искусным в колдовстве. В рукописных заметках для переводчиков Толкин отмечал, что имя Короля-чародея и его прошлое нигде не описываются, но, возможно, он был одним из нуменорских изгнанников (в «Акаллабет» есть указание, что некоторые назгулы ранее были нуменорцами), либо человеком с севера Эриадора. Но некоторое время назад в его заметках были найдены некоторые записки об Ангмарце. По одной из теорий считается, что он был нуменорским лордом, добровольно либо обманом последовавшим за Сауроном. Он получил от Саурона старшее из Девяти Колец, предназначенных для людей, и был самым могущественным из девяти назгулов. Также его отличительным признаком была чёрная корона на невидимой голове (в фильме Джексона — стилизованная маска с шипами).
Саурон, скрывшись на Востоке после войны Последнего Союза, в форме бестелесного духа вернулся в 1050 году Третьей эпохи. Он построил крепость Дол Гулдур на юге Лихолесья. Примерно в 1300 году объявились назгулы. Их предводитель основал королевство Ангмар на севере Туманных Гор, располагавшееся по обе стороны самого хребта. Столицей Ангмара был Карн Дум, стоявший на самом северном пике гор. Там Король-Чародей собрал орков, злых людей и прочих тварей для нанесения удара по королевству Арнор. Ещё в 861 году, после смерти короля Эарендура, в результате ссоры трёх его сыновей Арнор разделился на три отдельных государства: Артедайн, Кардолан и Рудаур. В Артедайне династия Исилдура закрепилась надолго, но в Рудауре и Кардолане вскоре угасла.
Разногласия между наследниками трона позволили Королю-Чародею воплотить в жизнь свои планы по захвату земель раздробленного Арнора. Почти сразу Рудаур перешёл на сторону Ангмара. Совместными усилиями они сумели сокрушить Кардолан, последний король которого погиб в 1409 году т. э., однако при помощи эльфов Артедайн продолжал держаться больше 500 лет. 
К 1974 году т. э. мощь Ангмара возросла снова, и в конце зимы Чародей напал на Артедайн. Внезапным ударом он захватил Форност и вынудил ещё живших там дунаданов отойти за реку Лун. Последний король Северного королевства Арведуи, прикрыв отход беженцев, успел бежать к лоссотам в заливе Форохел, но погиб на эльфийском корабле, затёртом и раздавленном льдами. Вместе с королем утонули два из трех палантиров Арнора. В том же году к рубежам Форноста подошли союзники Артедайна: гондорская армия под командованием сына короля Эарнура, и эльфы Линдона и Ривенделла, которых вели Кирдан Корабел и Глорфиндел. Король-чародей выехал навстречу своим врагам. Он был в чёрных одеяниях, чёрной маске и на чёрном коне.
Великая битва под Форностом состоялась на землях между Северными Холмами и озером Эвендим. В итоге войско Ангмара было разбито, а Король-чародей попытался отступить к Карн Думу. Его догнал Эарнур со своей конницей. Предводитель назгулов был преисполнен ненависти к наследнику трона Гондора и атаковал его. Эарнур пытался противостоять назгулу, но его конь испугался и сбежал. Король-чародей насмехался над Эарнуром. Затем появился на поле боя сам Глорфиндел, но Призрачный Король не принял боя с эльфом и исчез. Именно тогда Глорфиндел произнёс пророчество о Короле-чародее:

Не следуй за ним! Он в эти земли уже не вернётся. Его конец ещё далёк, и падёт он не от руки мужа.— Lord of the Rings, The Return of the King: "Appendix A", p. 332 (пер. М. Каменкович)
Королевство Ангмар в итоге пало, а Король-чародей укрылся в Мордоре. В 2002 году Т. Э. назгулы захватили Минас Итиль и сделали его своим местом пребывания. В 2043 году, когда Эарнур вступил на трон Гондора, Король-чародей насмешками хотел спровоцировать своего старого врага на поединок, но наместник Мардил уговорил короля не отвечать на призыв. Но спустя 7 лет Король-чародей вновь вызвал его на поединок. В этот раз Эарнур вопреки советам въехал в Минас-Моргул, и больше его никто не видел. Считалось, что Эарнур погиб в темницах Минас Моргула. Так как последний король Гондора не оставил наследника, южным государством нуменорцев стали править Наместники.
Так называемый Бдительный Мир, начавшийся с первого побега Саурона из Дол Гулдура в 2063 году т. э., закончился в 2460 году, когда Тёмный Властелин вернулся в своё временное укрытие. В 2475 году орки атаковали первую столицу Гондора Осгилиат. Мост был разрушен, а город разорён, и никто более не жил там. Военачальник Боромир, сын наместника Дэнетора I, отчаянно сопротивлялся войскам Мордора, и даже Король-чародей боялся его. Боромир отбил Итилиэн, но рана, полученная моргульским клинком, сократила жизнь славного полководца.
Во время Войны Кольца Король-чародей участвовал в охоте за Кольцом и ранил Хранителя Фродо на горе Амон Сул. Саурон скрыл в тайне начало поиска назгулами Кольца Всевластия. Дело в том, что 20 июня 3018 года войска Мордора напали на Осгилиат. Обороной Осгилиата руководили Боромир и Фарамир, сыновья наместника Дэнетора II. Они обрушили городской мост и удержали западный берег от захвата. Но никто не заметил, как назгулы пересекли Андуин.
В битве на Пеленнорских полях Король-чародей командовал войсками Моргула, управляя ими быстро, умело и безжалостно. Он сокрушил заклятьем врата Минас Тирита и сломил дух его защитников. Также он во время сражения нанёс смертельный удар королю Рохана Теодену (убив его коня, который, в свою очередь, придавил короля). Но некий молодой воин Рохана помешал Королю-Чародею добить Теодена.
Холодный голос ответил:
 — Не становись между назгулом и его добычей! Или он не убьёт тебя просто так. Он унесёт тебя в Дома Плача, за пределы всякой Тьмы, где плоть твоя будет сожрана, а дрожащий разум предстанет обнажённым перед Безвеким Оком.
Послышался звон меча, извлекаемого из ножен.
 — Делай, что хочешь. Но я помешаю, если смогу.
 — Помешаешь мне? Ты дурак. Ни один живой муж не может помешать мне!
The Return of the King: "The Battle of the Pelennor Fields, " p. 116
Оказалось, что это была Эовин, племянница короля Рохана. Однако Король-Чародей медлил, одолеваемый сомнением (впервые простой воин противостоял его ауре ужаса). Эовин отрубила голову крылатой твари, — на которой восседал предводитель назгулов. Король-Чародей пришёл в ярость, он взмахнул булавой, пытаясь убить её, но попал по щиту. От могучего удара щит разлетелся в щепки, рука королевны была сломана, она упала на колени. Король-Чародей поднял свою булаву, чтобы нанести смертельный удар. Но сопровождавший принцессу в походе Теодена к стенам столицы Гондора хоббит Мерри Брендибак подкрался к нему сзади и ударил своим клинком в спину. Никакой меч, даже в самых могучих руках, не причинил бы вреда назгулу, но у Мерри был арнорский кинжал, созданный Дунэдайн для войны с Ангмаром, расписанный рунами на погибель Мордору. Магия клинка рассекла призрачную плоть и нанесла губительный вред, развеяв чары. От удара по призраку рука хоббита сразу омертвела, что впоследствии едва не привело его к гибели. Король-чародей качнулся вперёд, и в это мгновение Эовин, привстав и обнажив своё лицо, последним усилием вонзила свой меч в пустоту между плащом и короной (в фильме Джексона), по книге она провела рубящий удар между короной и доспехом по невидимой шее.
Пророчество, произнесённое Глорфинделом после битвы за Форност, сбылось: Король-чародей погиб от рук женщины и хоббита.

## Использование образа

### Музыка
- Королю-чародею посвящены три песни Натальи Васильевой, известной также как Элхэ Ниэннах, соавтора книги «Чёрная Книга Арды»: «Ангмарец», «Хэлкар-I» и «Хэлкар-II».
- Песня Тэм Гринхилл «Плач ангмарского короля».
- Песня Айрэ и Саруман "Хэлкар".

### Компьютерные игры
- Играбельный персонаж в играх «Властелин Колец: Битва за Средиземье», «Властелин Колец: Битва за Средиземье 2» и дополнение к ней «Под знаменем Короля-чародея» (в этой игре основная кампания закручена вокруг становления Короля-Чародея в Ангмаре, а также и о его противостоянии с Арнором и эльфами). «Властелин Колец: Противостояние», где также появляется как босс в миссии «Пеленнорские поля». Был боссом в игре «Властелин Колец: Возвращение Короля» в миссии «Пеленнорские поля», где нужно было сбить его крылатую тварь, чтобы Эовин добила его в кат-сцене.
- В игре «LEGO The Lord of the Rings» является обычным игровым персонажем.
- В игре «Средиземье: Тени Войны» Король-Чародей является второстепенным антагонистом. По ходу игры жаждал обратить главного героя Талиона в одного из Девятерых, что в конце концов и случилось.